# Chinnenahalli, Shrirangapattana
Chinnenahalli là một làng thuộc tehsil Shrirangapattana, huyện Mandya, bang Karnataka, Ấn Độ.